# Terry Deary
William Terence (Terry) Deary (Sunderland, 3 januari 1946) is een Brits auteur van kinderboeken, vooral bekend om zijn reeks Horrible Histories, grotendeels in het Nederlands vertaald als Waanzinnig om te weten. 
Na zijn middelbareschooltijd volgde hij een opleiding tot leraar. Hij heeft twee jaar lang lesgegeven op een basisschool. Daarna gaf hij nog twee jaar toneellessen. In 1972 begon Deary met acteren. Naast het acteren schreef en regisseerde hij kindervoorstellingen. 
In 1975 begon Deary met het schrijven van boeken. Aanvankelijk gebruikte hij zijn succesvolste kindervoorstellingen, maar later begon hij meer informatieve boeken te schrijven.